# Братья Карвахаль (конкистадоры)
Ильян (исп. Illán Suárez de Carvajal; 1503—1544, Лима) и Бенито (исп. Benito Suárez de Carbajal; около 1495 — 24 июня 1549, Куско) Суарес де Карвахаль — испанские колониальные чиновники и конкистадоры.

## Биография
Родились братья в семье алькальда города Талавера-де-ла-Рейна, провинции Толедо (Испания).
В 1534 году, будучи управляющим королевским имуществом Ильян де Карвахаль и его брат Бенито вместе с конкистадором Эрнандо Писарро, братом Франсиско Писарро, отправились в Перу. Эрнандо незадолго до этого помог своему брату захватить Империю Инков и теперь возвращался управлять завоеванными землями.
В 1535 году Бенито де Карвахаль вместе с Франсиско Писарро стал одним из основателей города Лима, столицы Перу. В 1537 году, когда Франсиско Писарро отправился подавлять мятеж своего сподвижника Диего де Альмагро, Бенито занял пост вице-губернатора Перу (заместителя Писарро).
Переговоры с Альмагро были поручены Ильяну де Карвахаль, которого ценили за способности миротворца. Но согласия между бывшими товарищами достичь не удалось, и в результате битвы при Салинасе (1538) Альмагро был разбит и обезглавлен. Три года спустя гражданская война конкистадоров обернулась против Писарро: сторонники Альмагро организовали заговор, в результате которого Писарро был убит (1541). Ильян де Карвахаль был при этом захвачен в плен, но затем освобождён. После убийства Франсиско Писарро Бенито принял сторону нового губернатора Перу — Кристобаля Вака де Кастро, поддержав роялистские силы в борьбе со сторонниками Альмагро.
В 1536 году Ильян де Карвахаль занял должность пожизненного городского советника Лимы. Его брат Бенито получил аналогичное место двумя годами позже.
Когда Гонсало Писарро, младший брат Франсиско, вместе с другими недовольными конкистадорами поднял восстание против новых королевских законов (1542) по защите прав коренного населения, Бенито де Карвахаль присоединился к восставшим и выступил против вице-короля Перу Бласко Нуньеса Велы.
Ильян де Карвахаль тоже осудил политику вице-короля. Тем не менее, он оставался верен короне, несмотря на то что его брат влился в ряды мятежных сторонников Гонсало Писарро. Непопулярный вице-король, однако, возненавидел Ильяна и не упускал возможности уличить его в связях с непокорными конкистадорами. 13 сентября 1544 года он приказал Ильяну явиться к нему лично и обвинил того в измене. Не желая ничего слушать, взбешенный и своевольный вице-король нанес конкистадору несколько ударов кинжалом. Его слуги довершили убийство.
Это обострило политическую обстановку и привело к разрыву Аудиенции с вице-королём. В ту же ночь многие жители Лимы, узнав о преступлении, перешли на сторону Гонсало Писарро.
Бенито де Карвахаль отомстил за смерть брата во время битвы при Иньякито (1546), когда приказал одному из своих слуг отрубить голову вице-королю, к тому моменту уже раненому. Впоследствии Бенито отдалился от сторонников Гонсало и поддержал умиротворителя Перу — роялиста Педро де ла Гаску. За свои заслуги в 1548 году Бенито был назначен коррехидором Куско.
Перуанский писатель Рикардо Пальма Сориано увековечил Ильяна де Карвахаля в одной из глав своего сочинения «Перуанские предания».